# Сен-Савурнен
Сен-Савурнен (фр. Saint-Savournin) — коммуна на юго-востоке Франции в регионе Прованс — Альпы — Лазурный Берег, департамент Буш-дю-Рон, округ Марсель, кантон Аллош.
Площадь коммуны — 5,89 км², население — 2975 человек (2006) с тенденцией к росту: 3240 человек (2012), плотность населения — 550,1 чел/км².

## Население
Население коммуны в 2011 году составляло 3240 человек, а в 2012 году — 3240 человек.
| 1962 | 1968 | 1975 | 1982 | 1990 | 1999 | 2006 | 2008 | 2011 | 2012 |
| ---- | ---- | ---- | ---- | ---- | ---- | ---- | ---- | ---- | ---- |
| 1184 | 1120 | 1140 | 1589 | 2093 | 2556 | 2975 | 3095 | 3240 | 3240 |

Динамика населения:

## Экономика
В 2010 году из 2217 человек трудоспособного возраста (от 15 до 64 лет) 1658 были экономически активными, 559 — неактивными (показатель активности 74,8%, в 1999 году — 69,3%). Из 1658 активных трудоспособных жителей работали 1552 человека (793 мужчины и 759 женщин), 106 числились безработными (56 мужчин и 50 женщин). Среди 559 трудоспособных неактивных граждан 192 были учениками либо студентами, 194 — пенсионерами, а ещё 173 — были неактивны в силу других причин.
На протяжении 2010 года в коммуне числилось 1210 облагаемых налогом домохозяйств, в которых проживало 3175,0 человек. При этом медиана доходов составила 23 тысячи 227 евро на одного налогоплательщика.